# Flabelligera diplochaitos
Flabelligera diplochaitos är en ringmaskart som först beskrevs av Otto 1821.  Flabelligera diplochaitos ingår i släktet Flabelligera, och familjen Flabelligeridae. Inga underarter finns listade.